# パイヌキバラヨシノボリ
パイヌキバラヨシノボリ（Rhinogobius aonumai）は八重山諸島固有の淡水魚。2022年に新種記載されたハゼで、以前はキバラヨシノボリと同一種とされてきた。パイヌキバラヨシノボリはクロヨシノボリが大型の離島で分化したことで生まれた種。2つの亜種に分かれる。一生淡水で暮らす。

## 分布
八重山諸島の西表島と石垣島に分布する。

## 形態
体長は3-7cm。
背鰭前方鱗数は9–15で、縦列鱗数は33–38である。頬の孔器列は縦列する。生鮮時の体の地色は黄色系である。第1背鰭に暗色斑はなく、尾鰭に暗色の横点列かジグザグ横線が並び、メスの尾鰭基底に垂直に並ぶ1対の暗色の短い棒状斑がある。本種含めキバラヨシノボリ種群はクロヨシノボリと外見がよく類似し、明確に区別することは困難。

## 生態
生息地、食性、繁殖など含め、生態は詳しく分かっていない。
近縁種キバラヨシノボリと同様渓流地に生息する。
キバラヨシノボリは河川上流域の流れの緩やかな場所に生息し、瀬淵の構造が明確な環境を好む。特にうっそうとした森の中の流れの緩やかな場所を好み、プール状の水域に多い。ほかのヨシノボリと同所的に生息することは稀である。本種もキバラヨシノボリのこれらの生態と同様または類似していると考えられる。
本種はふ化仔魚が海に降りない河川陸封型の生活環をもつ。

## 名称
琉球列島では本種含めヨシノボリ類はイーブーと呼ばれてきた。
学名は青沼佳方博士に献名されaonumaiとなった。青沼氏は琉球列島におけるヨシノボリ属魚類の分類学的研究のパイオニアであり，修士論文では八重山諸島産のキバラヨシノボリの脊椎骨数が琉球列島の他の島のものよりも多いことを初めて指摘した。八重山諸島産のキバラヨシノボリの脊椎骨がモードは27であるというこの指摘は、新種記載に大きく貢献した。

## 下位分類
本種は2亜種を含んでいる。
- イリオモテパイヌキバラヨシノボリ（Rhinogobius aonumai aonumai）

西表島に生息する。体長は35.9-70.5mm。 背鰭前方鱗数は9–15、縦列鱗数は32–37。第2背鰭前端の2個の坦鰭骨は第10脊椎骨の神経棘をまたぐ。腹鰭第5軟条は最初に3または4分岐し、ふつう4分岐する。
- イシガキパイヌキバラヨシノボリ（Rhinogobius aonumai ishigakiensis）

石垣島に生息する。体長は33.3-56.5mm。個体数は激減している。背鰭前方鱗数は10–14、縦列鱗数は33–38。第2背鰭前端の2個の坦鰭骨は第9脊椎骨の神経棘をまたぐ。腹鰭第5軟条は最初に2または3分岐し、ふつう2分岐する。

## 研究史
パイヌキバラヨシノボリが記載されたのは2022年である。種記載時に亜種についても記載された。記載以前はキバラヨシノボリと同一種とされてきた。キバラヨシノボリにはいくつの個体群がいることが示唆されるようになり、類似した種が繰り返し進化する「平行種分化」と呼ばれる非常に珍しい現象が起きていることが分かり、その後、その平行種分化で生まれた個体群の一つである八重山諸島の個体群が、パイヌキバラヨシノボリとして新種記載された。

## 保全状況
パイヌキバラヨシノボリがキバラヨシノボリと同一種とされていた時に発表された2022年度版の環境省レッドリストでは、キバラヨシノボリを絶滅危惧ⅠB類にしており、本種の保全状況も同様に危ういものと思われる。
沖縄県は、沖縄県希少野生動植物保護条例にのっとって、キバラヨシノボリ種群を2020年以降の捕獲を原則禁止としており、本種もこの規制に該当する。